# Lacmellea foxii
Lacmellea foxii là một loài thực vật có hoa trong họ La bố ma. Loài này được (Stapf) Markgr. mô tả khoa học đầu tiên năm 1941.